# Estádio Genervino da Fonseca
O Estádio Genervino Evangelista da Fonseca localiza-se na cidade de Catalão, no interior do Estado de Goiás, Brasil. O seu nome é uma homenagem ao ex-deputado federal que doou o terreno para a construção do estádio.
A partir de 2022, após um acordo entre a empresa Adubos Rifertil e a prefeitura de Catalão, o local passou a ser conhecido, também, como Arena Rifertil. Em contrapartida, a empresa se comprometeu a realizar diversas melhorias na praça esportiva, como a cobertura das arquibancadas do estádio (estrutura metálica/alvenaria), construção de uma nova fachada e a adequação de diferentes equipamentos, entre ouras ações.
Pertence ao Clube Recreativo e Atlético Catalano (CRAC), é um dos estádios mais antigos do Estado. Além dos torneios estaduais, já foi palco de jogos dos Campeonatos Brasileiros das séries C e D, além dos campeonatos amadores da cidade de Catalão e região. No ano de 2007 não pôde abrigar os jogos da terceira fase da Série C devido ao tamanho reduzido.
Com a ajuda da comunidade através de doações e mão-de-obra, hoje tem capacidade para 8.500 espectadores. O estádio possui um gramado regular, 13 cabines para imprensa e tribuna de honra.